# بنکور-ل-بوا
بنکور-ل-بوا (به فرانسوی: Boncourt-le-Bois) یک کمون در فرانسه با جمعیت ۲۷۰ نفر است که در Canton of Nuits-Saint-Georges واقع شده‌است.